# Momordica cochinchinensis
Momordica cochinchinensis oder auch Gacfrucht, Gac Fruit oder Baby-Jackfrucht, ist eine Pflanzenart aus der Familie der Kürbisgewächse (Cucurbitaceae). Ihre Früchte werden in Asien als Gemüse verwendet.

## Merkmale

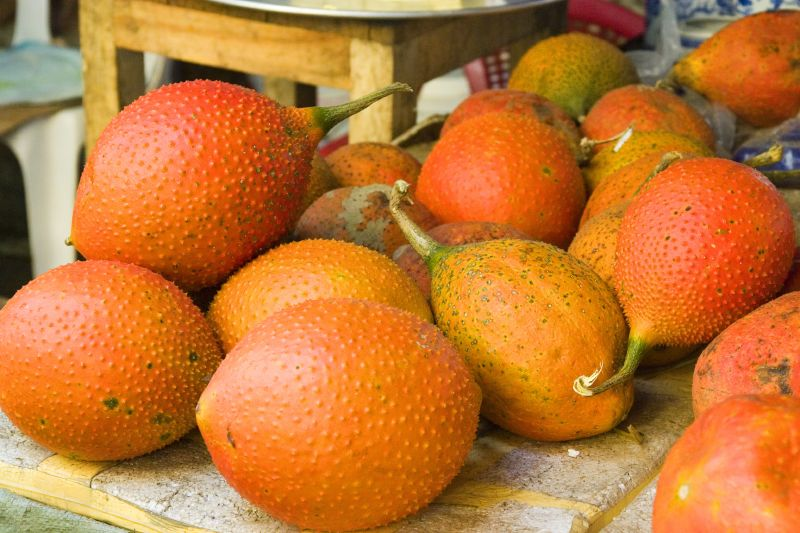
Früchte von Momordica cochinchinensis

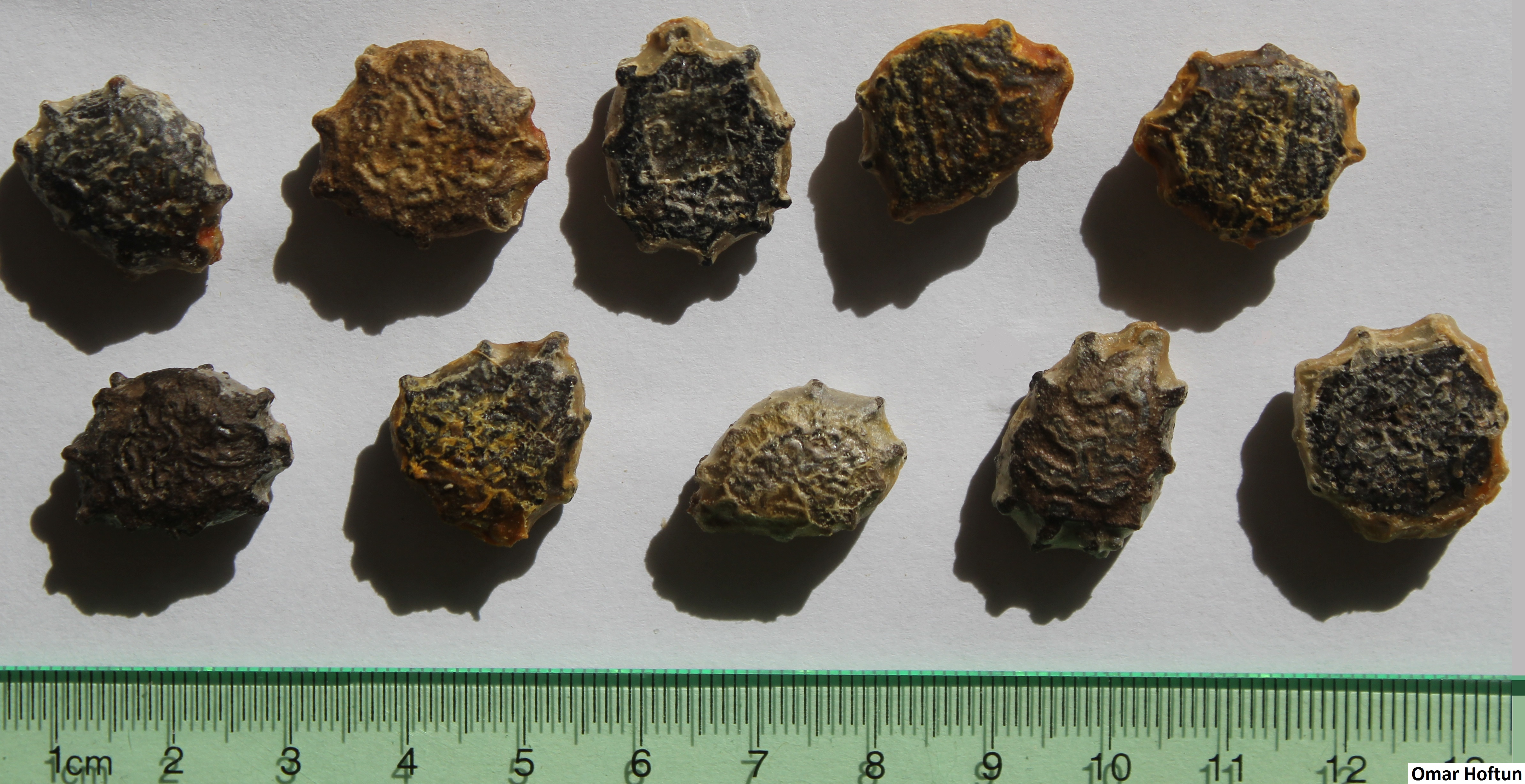
Samen von Momordica cochinchinensis

Die Pflanzen sind Kletterpflanzen mit dicken, verholzten, bis 20 Meter langen Sprossachsen. Die bis 20 Zentimeter großen Blättern sind drei- bis fünflappig mit spitzen Lappen und im Umriss herzförmig. Die Ränder sind ganz und buchtig-gezähnt, der Blattstiel ist schwach behaart. Die Nervatur ist prominent eingeprägt. Die Ranken sind einfach.
Die Pflanzen sind meist zweihäusig, aus Indien sind auch einhäusige bekannt. Die großen, fünfzähligen Blüten mit doppelter Blütenhülle stehen meist einzeln in den Blattachseln und sind cremefarben bis blassgelb mit schwarzen Malen im Schlund. 
Die männlichen Blüten, mit einem schwärzlichen und fünflappigen Kelch, sind bis 12 Zentimeter lang gestielt. Sie haben fünf, zu dreien vereinigte, verwachsene Staubblätter. Die Blüten sind von  großen Deckblättern unterlegt. Die weiblichen Blüten, mit einem Kelch mit fünf schwärzlichen und schmalen lanzettlichen Spitzen, sind bis 10 Zentimeter gestielt. Es ist ein kleines Deckblatt vorhanden. Der einkammerige Fruchtknoten ist unterständig und etwas unterhalb des Kelchs (epiperigyn), die Narbe ist dreiteilig. Es können Staminodien vorhanden sein.
Die geschnäbelten und ledrigen Beeren (Panzerbeere, Pepo) sind eiförmig, 10 bis 20 cm lang und können 1 bis 1,5 kg schwer werden. Sie sind mit kleinen, kegelförmigen, spitzen Höckern besetzt und zur Reife orangefarben bis rot. Im roten Samenmantel (falscher Arillus) eingebettet befinden sich viele, skulptierte etwa bis 1,8–2,8 Zentimeter große, flache, braun-gräuliche Samen mit wellig-gezähntem Rand.
Die vietnamesische Gacfrucht enthält die höchste bekannte Menge an Lycopin in einer Frucht und wird in Vietnam und den umliegenden Ländern hauptsächlich aufgrund ihrer ebenfalls beachtlichen Beta-Carotingehalte verzehrt, um den in diesen Regionen häufig auftretenden Vitamin-A-Mangelerkrankungen vorzubeugen.
Die Gacfrucht enthält mehr Carotinoide als Karotten (zehnmal so hoch wie bei Karotten µg/g Frischgewicht) und mehr Lycopin als Tomaten (70-mal so hoch wie bei einer Tomate µg/g Frischgewicht).
Die Chromosomenzahl der Pflanze beträgt 2n = 28.

## Verbreitung
Die Heimat der Art wird in Indien vermutet, sie wird jedoch in ganz Süd- und Südostasien kultiviert und ist dort auch eingebürgert.

## Anbau und Nutzung

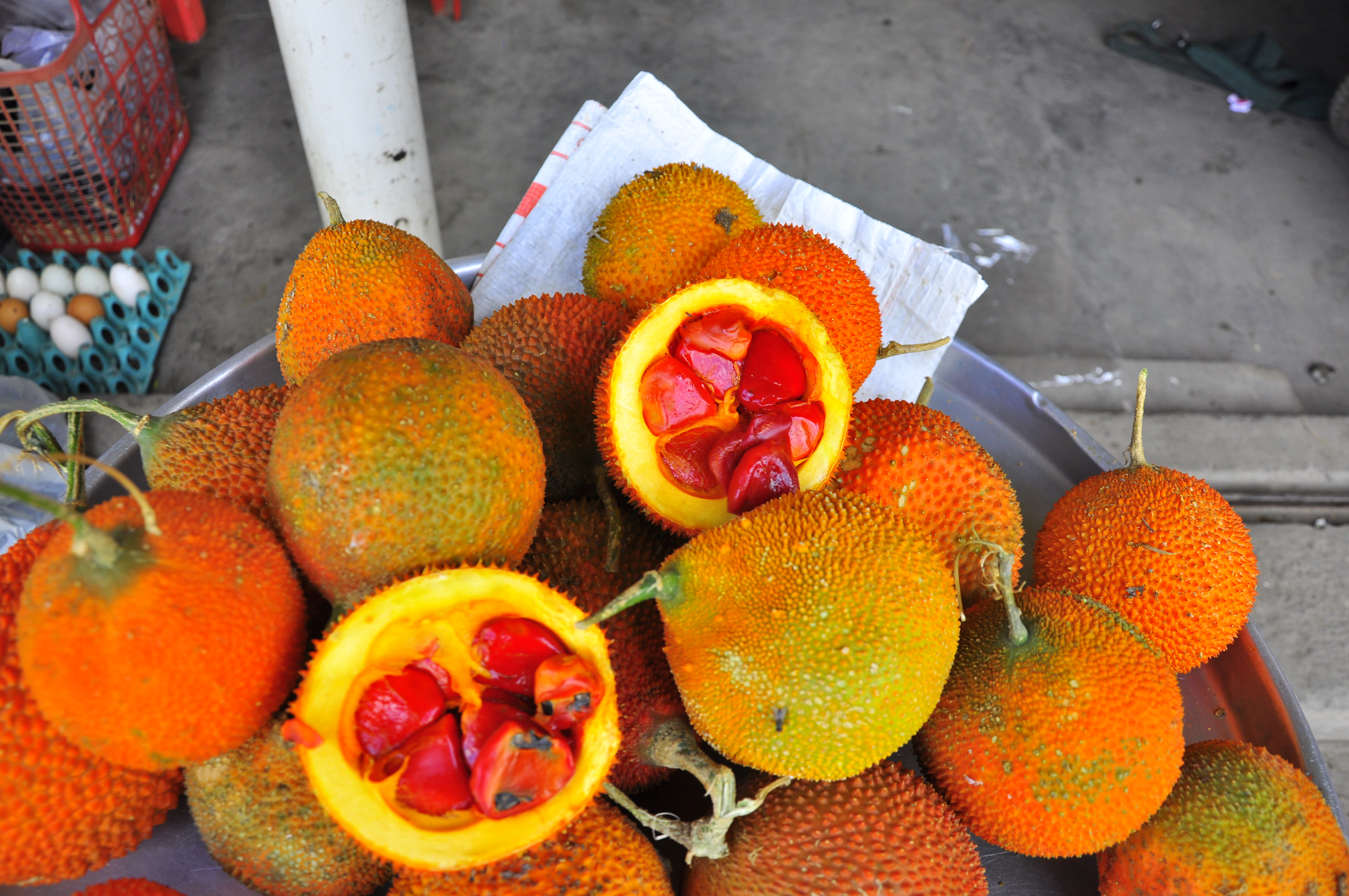
Eine offene Quả Gấc in Vietnam

Der Anbau erfolgt meist während der Regenzeit in den feuchtheißen Tropen. In anderen Gebieten ist Bewässerung nötig. Geerntet werden die unreifen, ein bis zwei Wochen alten Früchte. Krankheiten sind selten, Fruchtfliegen können einigen Schaden an den Früchten anrichten.
Die unreifen Früchte werden nach Entfernen der Spitzen gekocht und als Gemüse oder in Currys verwendet. Junge Blätter, Blüten und Samen sind ebenfalls essbar. Das Öl aus den Samen kann zur Beleuchtung verwendet werden.
Die Wurzeln sind reich an Triterpen-Saponinen und werden als Seifen-Ersatz verwendet. In China, Indien sowie generell in Südasien werden verschiedene Pflanzenteile medizinisch verwendet.